# Rapone
Rapone è un comune italiano di 831 abitanti della provincia di Potenza in Basilicata.

## Geografia fisica
Il paese sorge in collina, a 838 m s.l.m., lungo la valle del fiume Ofanto. Il territorio del comune ha un'estensione di 29 km2.

## Storia
Di origine antichissima, presenta segni di insediamenti risalenti al Paleolitico. Probabilmente fondato dagli abitanti di "Rapone vecchio", situato sopra la Serra delle Pietre, sulla destra dell'Ofanto, da lì trasferitisi a causa delle conseguenze della guerra greco-gotica che nell'area settentrionale della Basilicata e nell'Ofanto interno durò fino all'anno 555. Lo storico Giacomo Racioppi ritiene il toponimo bizantino; tuttavia c'è chi lo considera nel senso preciso di abitato nuovo, sorto dalla fatica e dalla sfortuna, dal greco "Ra-pono". Da allora il nuovo abitato cominciò ad essere riportato nei documenti normanno-angioini. Sotto i sovrani Guglielmo I e Guglielmo II e fino al 1169, Rapone appartenne, come suffeudo non ancora assegnato, alla contea di Conza, mentre nel periodo svevo è annoverato con i casali di Bella, Pierno e San Tommaso di Ruvo tra quelli incaricati da Federico II di provvedere alla riparazione del castello di San Fele dopo la morte avvenuta a Foggia nel 1241 di Isabella d'Inghilterra, terza moglie dell'imperatore. Il feudo di Rapone come quasi tutti i feudi e le terre del bacino interno dell'Ofanto fu coinvolto nei fatti dell'insurrezione ghibellina del 1268 contro gli Angioini in favore degli Svevi. Infatti in conseguenza di tali eventi Carlo I d'Angiò lo assegnò nel 1271 a Herveo de Chevreuse insieme a Cisterna, Pietrapalomba Rapolla. Il feudo di Rapone passò ad Altruda di Dragoni, la quale era andata in sposa a Giovanni Galardo con un matrimonio celebrato a Foggia alla presenza del cognato Guglielmo Galardo e dello stesso sovrano di Napoli. Col tipico sistema feudale dei secoli scorsi Rapone passò in mano a diverse famiglie: i Pipino, i Sanseverino, i Ruffo, i d'Alemagna e i Sinerchia che lo tennero insieme a Castelgrande e al feudo di Sant'Andrea sino alla confisca avvenuta a seguito della loro partecipazione alla congiura dei baroni ordita nel castello di Miglionico nel 1485. In seguito passò ai Carafa, i quali lo vendettero ai D'Anna che lo governarono sino all'abolizione della feudalità, avvenuta nel 1806.

### Simboli
Stemma e gonfalone sono stati concessi con decreto del presidente della Repubblica del 23 luglio 2004.
Stemma
Gonfalone

## Monumenti e luoghi d'interesse
- Chiesa madre di San Nicola Vescovo
- Chiesa di San Vito Martire
- Cappella del Calvario
- Chiesa di Santa Maria ad Nives
- Chiesa del Sacro Cuore
- Chiesa rurale di San Michele
- Cappella di Santa Maria dei Santi

## Società

### Evoluzione demografica
Abitanti censiti

### Tradizioni e folclore
La tradizione delle fiabe popolari

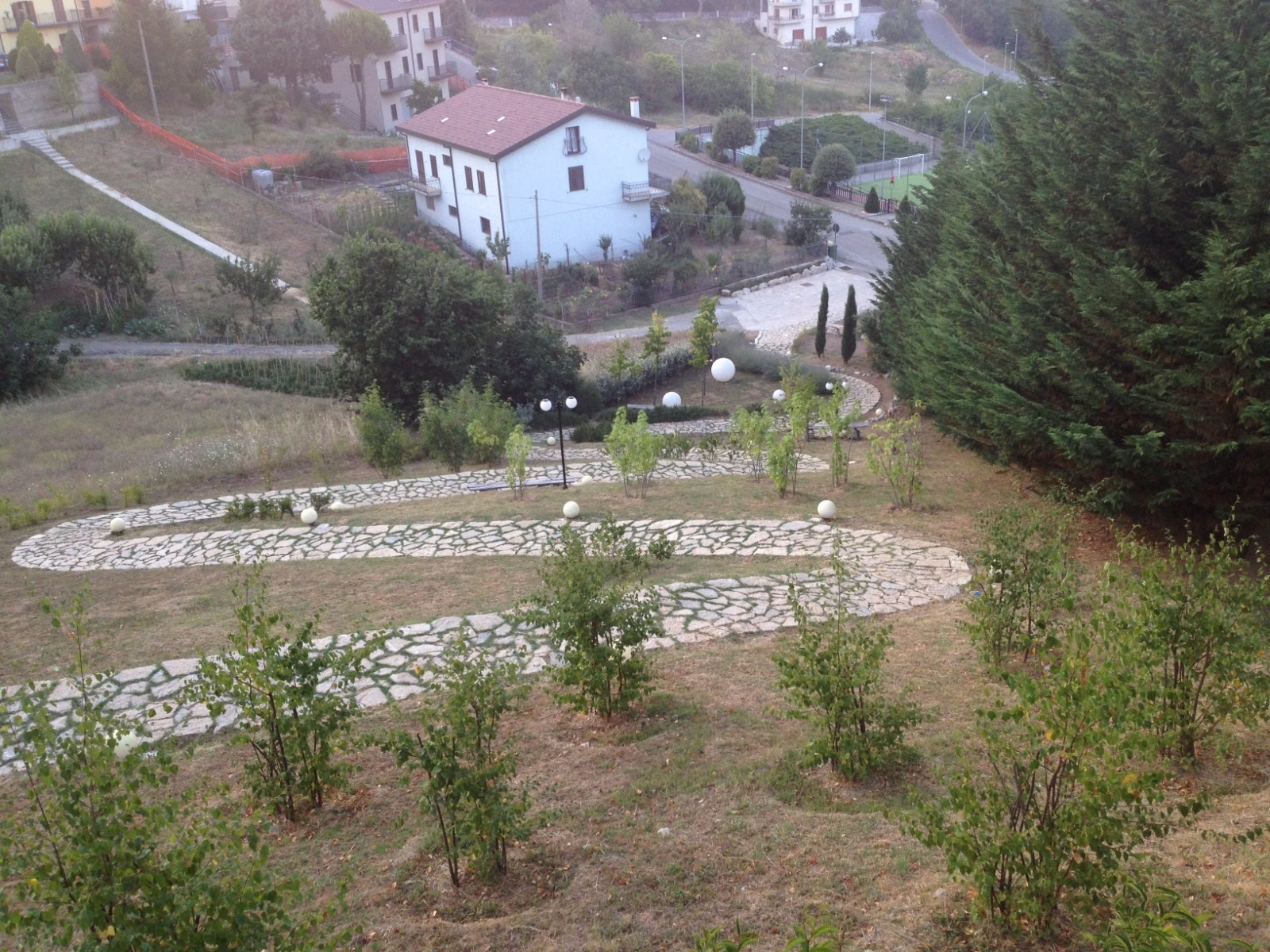
Percorso fiabesco

Conoscere la realtà di un qualsiasi borgo, anche del più piccolo, comporta sì la conoscenza della sua posizione geografica, dei suoi panorami naturali e storici, delle informazioni sui suoi abitanti, sulla sua economia, ma comporta anche la conoscenza delle sue tradizioni culturali e le fiabe, al loro interno, occupano sicuramente un posto di rilievo. È un dato di fatto che la fiaba rappresenta il mondo interiore dell'individuo, le sue angosce, le sue paure, le sue pulsazioni più recondite e i suoi desideri. La fiaba popolare soprattutto, con i suoi personaggi fantastici, allo stesso tempo sinistri e avvincenti, con la complessità della sua magia conduce il lettore ad immergersi in una realtà inquietante che intriga e spaventa. Secondo quanto scrive lo studioso lucano Giuseppe Nicola Molfese nel suo libro "Ceneri di civiltà contadina in Basilicata", nella Lucania e nell'Italia meridionale tutta, "la magia è una credenza che avvince ed incuriosisce e detiene un posto di notevole importanza nelle quotidiane manifestazioni della vita".
Nel voler tramandare i racconti fiabeschi il comune di Rapone, aderendo al progetto PIOT (Progetti Integrati di Offerta Turistica) è stato denominato "Paese delle Fiabe" con l'obiettivo di far conoscere il proprio territorio accostandolo ai racconti popolari; a tale scopo è stato istituito anche il museo multimediale e interattivo  "C.E.R.A...una volta", situato nella Contrada Forestella e dedicato proprio al racconto virtuale della cultura contadina. 
Rapone sembra proprio essere la cornice perfetta entro cui si inseriscono le oscure creature fiabesche: nella fitta vegetazione del suo bosco, tra i suoi stretti vicoli, si può immaginare di incontrare figure come  "a Mana Longh", "u Scorciaman",  "a Masciara", "u Lup Comunal", "u Scazzamauriedd", raccolte nei numerosi testi di antropologia culturale e tradizioni popolari sulla terra di Lucania..
Rapone è inserito nel percorso del Cammino delle fiabe e delle stelle che attraversa anche i Comuni di Castelgrande, Bella e Balvano.

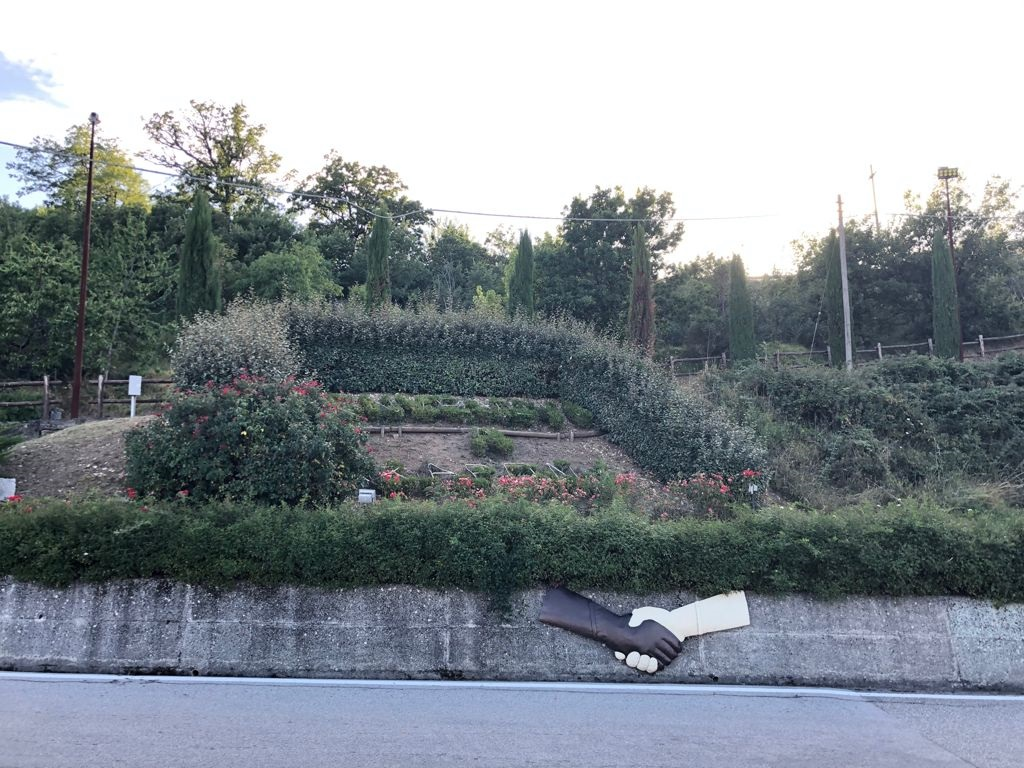
Ingresso di Rapone
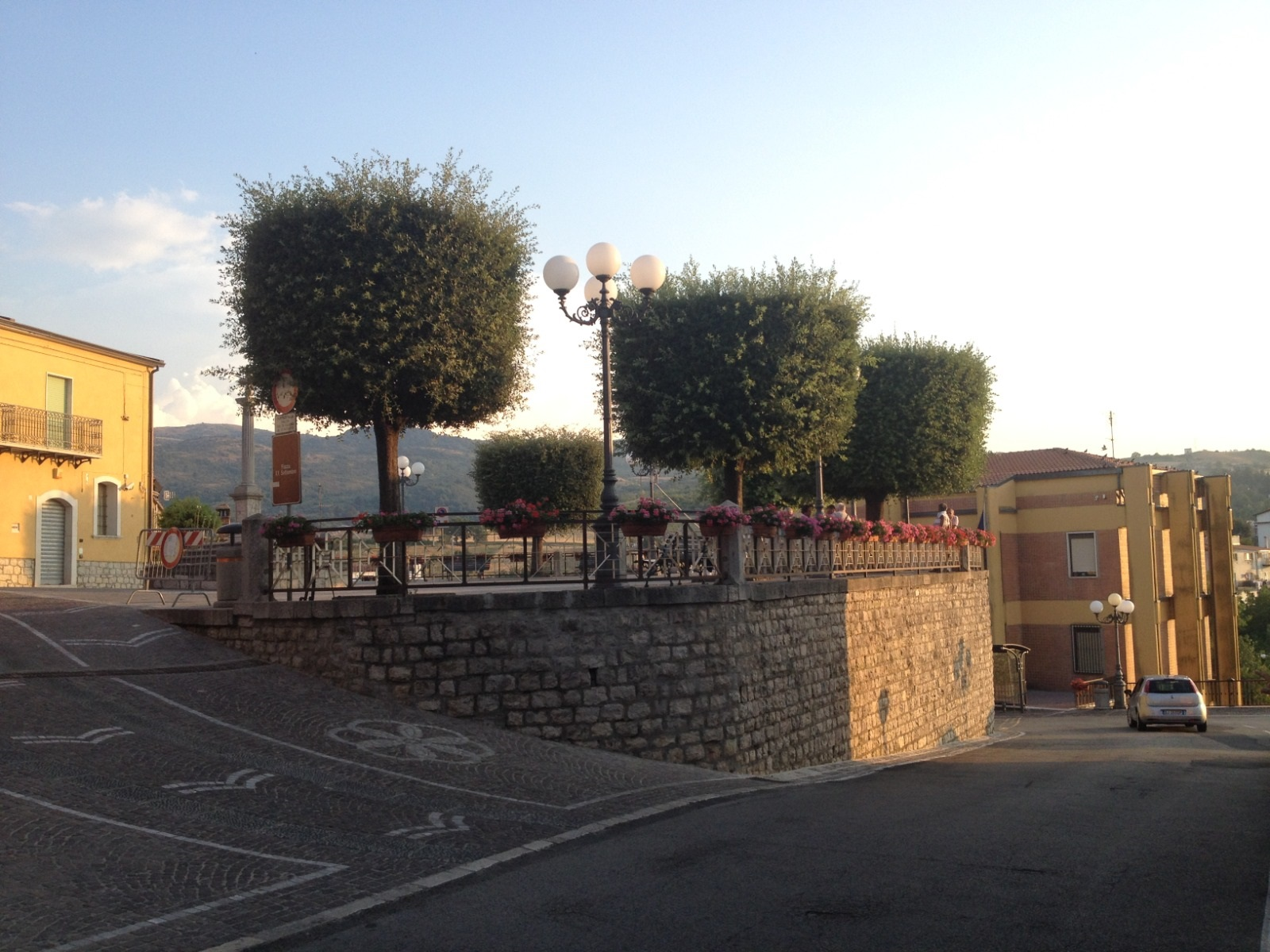
Piazza di Rapone
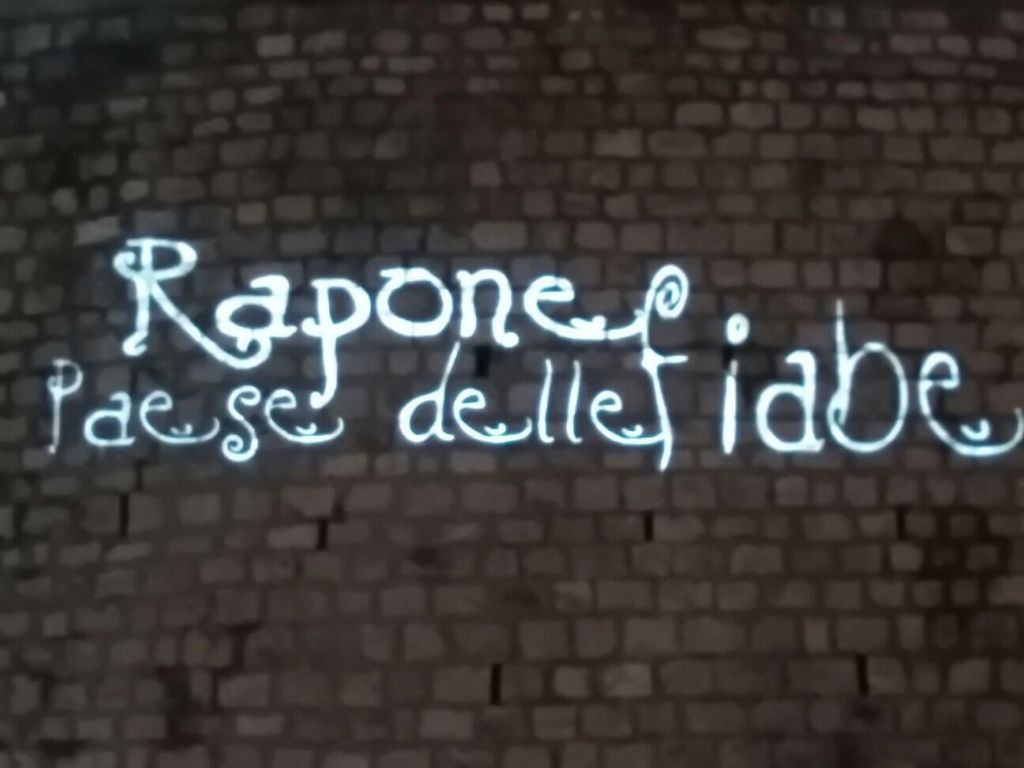

## Economia
L'abitato, essendo circondato da boschi e da terreni adatti per i pascoli, è costellato da varie aziende silvo-pastorali, in particolare per l'allevamento degli ovini e per la produzione di ottimi formaggi. Nel paese è molto praticato anche l'artigianato del legno e del ferro battuto.

## Infrastrutture e trasporti

### Strade
Il comune è attraversato dalla strada provinciale 41 ed è interessato dalla strada statale 401 dell'Alto Ofanto e del Vulture.

### Ferrovie
Il comune era servito dalla stazione di Rapone-Ruvo-San Fele, sulla ferrovia Avellino-Rocchetta Sant'Antonio.

## Origine del nome
Il nome del piccolo borgo avrebbe 2 diverse origini: una mitologica e una legata al territorio di appartenenza. 
Secondo la versione mitologica l’etimo del paese è da ricollegarsi al suo leggendario fondatore, Rapo, uno degli eroi degli antichi popoli italici che il poeta Virgilio canta nell’Eneide (libro X versi 747 e seguenti) “Caedicus Alcathoum obtruncat,Socrator Hydaspen partheniumque Rapo et praedurum viribus Orsen” ( A due la vita tolse Rapo a Partenio e al gagliardo Orsone).
In base alla versione territoriale, il    toponimo deriverebbe da “rappa”, ma non spina o luogo pieno di spine, bensì contrada o località coltivata a vigneto, in passato molto usato nell’economia del territorio. Dall’accrescitivo della parola “rappa” deriverebbe poi il nome Rapone, probabilmente, quindi, sul luogo in cui oggi sorge il Comune, era presente un grande vigneto.

## Sindaci
| Periodo | Periodo   | Primo cittadino   | Partito       | Carica  | Note |
| ------- | --------- | ----------------- | ------------- | ------- | ---- |
| 1995    | 2004      | Angelo Cappiello  | centro        | Sindaco |      |
| 2004    | 2009      | Patrizia Gamma    | La Margherita | Sindaco |      |
| 2009    | in carica | Felicetta Lorenzo | lista civica  | Sindaco |      |

## Sport
Dal 1995 si disputa in parte del territorio comunale il Rally Puglia & Lucania che nel 2013 giunse alla sua 25ª Edizione.
Aveva sede nel Comune la società di calcio A.S.D. Atletico Rapone, fondata nel 2017 e militante nel campionato di Promozione.
Il calciatore italo-argentino Antonio Valentín Angelillo, miglior marcatore della Serie A nella stagione 1958-59, ha origini raponesi.